# Teucholabis perbasalis
Teucholabis perbasalis är en tvåvingeart som beskrevs av Alexander 1949. Teucholabis perbasalis ingår i släktet Teucholabis och familjen småharkrankar.
Artens utbredningsområde är Peru. Inga underarter finns listade i Catalogue of Life.